# TV Lemgo
Der TV Lemgo (offiziell: Turnverein Lemgo von 1863 e. V.) ist ein Sportverein aus Lemgo im Kreis Lippe. Die Triathlonmannschaft der Frauen wurde zweimal Vizemeister der Bundesliga. 

## Geschichte
Der Verein wurde am 13. Juni 1863 gegründet. Nach dem Ende des Zweiten Weltkrieges fusionierte der Verein am 16. September 1945 mit dem BV Lemgo und dem Arbeitersportverein Lemgo zum TBV Lemgo. Hintergrund der Fusion war eine Anordnung der Alliierten Besatzungsmacht, nachdem es in Städten mit weniger als 20.000 Einwohnern nur noch einen Sportverein geben durfte. Am 4. Januar 1952 wurde der TV Lemgo als Abspaltung neu gegründet, wobei der TBV Lemgo seinen Namen beibehielt. 1987 erhielt der TV Lemgo die Sportplakette des Bundespräsidenten vom damaligen Amtsinhaber Richard von Weizsäcker.
Mit über 3200 Mitgliedern ist der TV Lemgo der größte Sportverein im Kreis Lippe. Der Verein bietet die Sportarten Badminton, Basketball, Cheerleading, Cricket, Fit, Aerobic & Dance, Handball, Jonglage, Laufen/Walking, Leichtathletik, Moderner Fünfkampf, Schwimmen, Triathlon, Turnen, Spiel und Spaß und Volleyball an. In früheren Zeiten gab es noch die Sportarten Baseball und Radsport.

### Triathlon
Die Abteilung wurde 1988 gegründet. Unter dem Namen KOMET Team TV Lemgo wurde die Frauenmannschaft 2015 und 2016 jeweils Vizemeister der Triathlon-Bundesliga. Darüber hinaus sicherten sich die Lemgoer 2014 und 2017 jeweils den dritten Platz. Am Ende der Saison 2017 musste die Mannschaft aus finanziellen Gründen zurückgezogen werden. Für den TV Lemgo starteten Clemens Coenen, Emma Jeffcoat, Lena Meißner, Lucie Reed und Maik Twelsiek.

### Handball
Die Handballabteilung wurde im Jahre 1923 gegründet und brachte mit Volker Zerbe einen deutschen Nationalspieler hervor. Seit 1998 besteht ein Zusammenschluss im Amateur- und Jugendbereich mit dem TBV Lemgo unter dem Namen HSG Handball Lemgo. Im April 2018 bildete diese mit der ersten Herrenmannschaft der HSG Augustdorf/Hövelhof das Team HandbALL Lippe.

### Volleyball
Die Volleyballabteilung besteht seit 1976. Die Schauspielerin Elda Sorra spielte in der Landesliga beim TV Lemgo.